# Robert Gendebien
Robert Gustave Edmond baron Gendebien (Elsene, 18 oktober 1885 - Brussel, 11 juni 1954) was een Belgisch jurist en genealoog.

## Biografie

### Familie
Robert Gendebien was een telg uit de familie Gendebien. Hij was een zoon van Victor Gendebien, raadsheer in het Hof van Cassatie, en Berthe Leclercq. Hij was een neef van Léon Gendebien, Paul Leclercq en Paul Gendebien.
Hij trouwde in 1920 in Brussel met Marthe van der Straeten (1892-1965), dochter van baron Fernand van der Straeten, burgemeester van Beuzet, en kleindochter van Ernest Solvay. Ze kregen vier zoons en drie dochters, waaronder Olivier Gendebien, met afstammelingen tot heden. Zijn kinderen huwden onder andere met een kleindochter van baron Maurice Pirmez en een zoon van graaf Jean t'Kint de Roodenbeke
Gendebien bewoonde het kasteel van Faulx-les-Tombes.

### Loopbaan
Gendebien promoveerde tot doctor in de rechten aan de Katholieke Universiteit Leuven en was beroepshalve directeur bij chemiebedrijf Solvay, opgericht door de grootvader van zijn vrouw.
Tijdens de Eerste Wereldoorlog was hij vrijwilliger bij het 1ste Regiment Lansiers.
Gendebien was schilder en kunstverzamelaar; hij stelde een prachtige collectie oude meesterwerken samen. Als gepassioneerd genealoog leverde hij bijdragen aan verschillende monografieën over de belangrijkste figuren van zijn familie. Hij was:
- lid van de Commission officielle des beaux-arts,
- medeoprichter en voorzitter van de Office généalogique et héraldique de Belgique,
- medeoprichter en bestuurder van Les Amis des Instituts Pasteur de Bruxelles,
- voorzitter van Les Amis de l'Hôtel de Groesbeeck-de Croix.

In 1933 verkreeg hij de titel baron, overdraagbaar bij eerstgeboorte.